# Friedrich Ruttner
Friedrich Ruttner (15. května 1914 Cheb – 3. února 1998) byl rakouský biolog, zoolog, entomolog, lékař, stal se mezinárodně známým pro své pokroky ve výzkumu včel, umělé inseminaci včelích matek, klasifikaci poddruhů včely medonosné, byl spoluzakladatelem časopisu Apidologie. 
Před a během Druhé světové války byl členem SA a NSDAP, byl lékařem SS, v roce 1945 byl na příkaz spojenců propuštěn z univerzitních služeb.

## Životopis
Ruttner se narodil v Chebu v Čechách jako syn limnologa Prof. Dr. Franze Ruttnera, vedoucího Biologického institutu v Lunz am See. Studoval medicínu na Vídeňské univerzitě, kde byl v roce 1936 dočasně vyloučen ze studia pro ilegální aktivity pro nacionální socialismus (Rakousko bylo anektováno Třetí říší až v roce 1939). Doktorát získal v roce 1938. 
Od roku 1939 byl členem Erbbiologische Forschungsinstitut (Výzkumný ústav genetické a dědičné biologie) pracujícího pod vedením eugenika Hermanna Boehma, profesora rasové hygieny na Führerschule der Deutschen Ärzteschaft německé lékařské asociace (Leadership School of the German) v Alt Rehse, pod jehož vedením studoval genetiku dědičné biologie a rasové hygieny v kontextu nacismu a rasové hierarchie. Předpokláda se, že členství ve škole bylo omezeno na členy nacistické strany, kteří vykazovali „politickou spolehlivost“, vzdělávání bylo zaměřeno nikoli na lékařskou vědu, ale na ideologickou výchovu v souladu s rasovou politikou nacistického Německa s cílem dosáhnout rasové čistoty.  
Po skončení Druhé světové války, jako bývalý člen NSDAP (členské číslo 6360728), SA a SS byl v roce 1945 na příkaz spojenců propuštěn z univerzitních služeb.

### Včelařský výzkum
V roce 1946 spolu se svým bratrem Dipl. Ing.Hansem Ruttnerem založil v Lunz am See Ústav pro včelařské vědy, který se brzy stal součástí ministerstva zemědělství. V roce 1948 představil první důkaz o mnohonásobném páření se včelí matky. Během této doby studoval zoologii na Vídeňské univerzitě. Ruttner se stal profesorem zoologie na katedře biologie v roce 1965. Až do svého odchodu do důchodu v roce 1981 také vedl Ústav pro včelařství v Oberursel. Tento institut objevil první roztoče Varroa destructor v Německu v roce 1976.
Ruttner udržoval intenzivní vědecké kontakty s vědci a včelaři z celého světa. Spolu se svým francouzským kolegou Jeanem Louveauxem založil v roce 1970 odborný časopis Apidologie, jeden z nejvýznamnějších vědeckých časopisů o včelách a včelaření. Ruttnerovy šlechtitelské postupy a zavedení umělé inseminace včelích matek měly trvalý vliv na včelařství a vědecký výzkum včel.
Ruttner napsal, mimo jiné vědecké práce, Naturgeschichte der Honigbiene: Biologie, Sozialleben, Arten und Verbreitung (Přirozená historie včely medonosné: biologie, společenský život, druhy a rozšíření). významně přispěl k metodám morfometrie, které umožňují rozlišovat mezi různými poddruhy včel na základě měření a porovnávání fyzických charakteristik, zejména křídel.
Ruttner zemřel v roce 1998 v Lunz am See.